# Japanische Frauen-Rugby-Union-Nationalmannschaft
Die japanische Frauen-Rugby-Union-Nationalmannschaft (jap. ラグビー女子日本代表, Ragubī Joshi Nihon Daihyō) ist die Nationalmannschaft Japans in der Sportart Rugby Union und repräsentiert das Land bei allen Länderspielen (Test Matches) der Frauen. Die organisatorische Verantwortung trägt die Japan Rugby Football Union (JRFU). Sie gilt als beste Mannschaft Asiens und wird meist als Sakura Fifteen bezeichnet. Traditionell spielt Japan in rot-weiß gestreiften Trikots mit weißen Hosen und weißen Socken mit roten Streifen.
1991 bestritt Japan sein erstes Test Match gegen Frankreich. Japan nahm bisher an fünf Weltmeisterschaften teil und erreichte beim Turnier 1994 mit dem achten Platz sein bestes Ergebnis. Seit 2007 nimmt Japan an der Asienmeisterschaft teil und gewann bisher sieben Titel.

## Organisation
Verantwortlich für die Organisation für Rugby Union in Japan ist die 1926 gegründete Japan Rugby Football Union (JRFU), die 1987 kurz vor der ersten Weltmeisterschaft Vollmitglied des International Rugby Football Board (IRFB; heute World Rugby) wurde. Die JRFU erhielt gleichzeitig einen Sitz im Ausführenden Rat des Weltverbandes. Die JRFU ist außerdem Gründungsmitglied der seit 1968 bestehenden Asian Rugby Football Union (ARFU; heute Asia Rugby).

## Geschichte

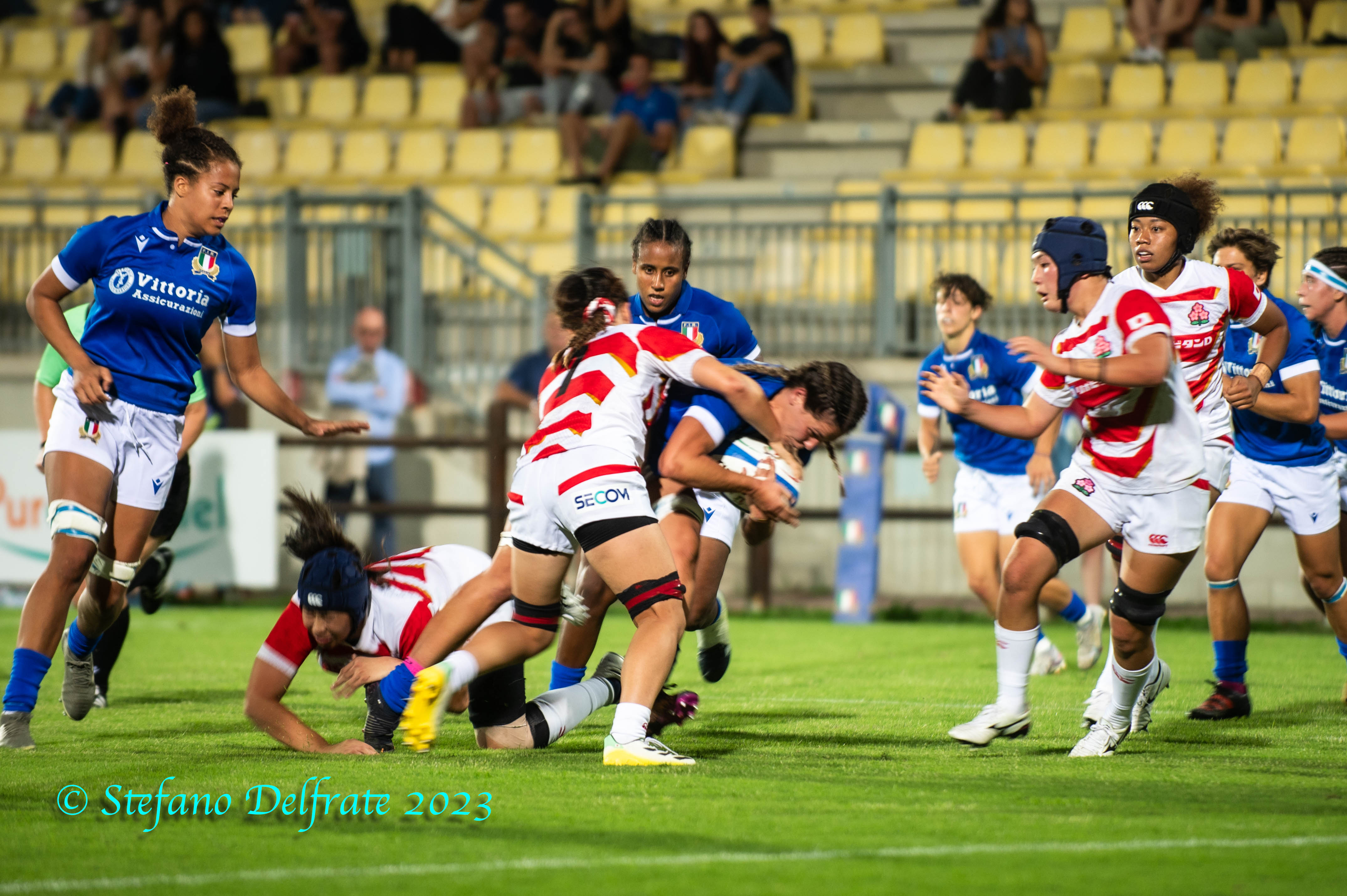
Test Match Japan gegen Italien 2023

Japan feierte sein Länderspieldebüt bei der ersten Weltmeisterschaft 1991. Danach nahmen die Japanerinnen an drei weiteren Weltmeisterschaften teil: 1994, 2002 und 2017. Das Team gewann außerdem die Asia Rugby Women's Championship der Jahre 2015, 2016 und 2017.
Japan qualifizierte sich für die Frauen-Rugby-Union-Weltmeisterschaft 2021 in Neuseeland nach einer Revision der Asienqualifikation aufgrund der weltweiten COVID-19-Pandemie. Als bestplatziertes Team Asiens qualifizierten sie sich automatisch für das Turnier.
In November 2021 besuchte Japan Europa für Test Matches gegen Irland, Schottland und Wales. Japan unterlag Wales mit 5:23, nachdem die Sakuras ihren einzigen Versuch in der 77. Minute legen konnten und die Erhöhung missglückte. Im DAM Health Stadium in Edinburgh gelangen den Schottinnen sechs Versuche, was den Sakuras mit 12:36 ihre zweite Niederlage beibrachte. Irland gelang mit einer Spielerin weniger ein Überraschungssieg von 15:12 gegen Japan.
2022 tourten die Japanerinnen nach Australien und beendeten ihre Serie gegen Australien, die Australian Barbarians und Fidschi unbesiegt.
Im Mai 2025 gelang den Sakuras ihr höchster Sieg überhaupt, als sie Kasachstan mit 90:0 im ersten Spiel der Asienmeisterschaft 2025 in Fukuoka deklassierten; dabei legten sie 14 unbeantwortete Versuche. Sie gewannen schließlich das Turnier, gleichbedeutend mit ihrem siebenten Titelerfolg.

## Trikot, Logo und Spitzname
Japan spielt traditionell in rot-weiß gestreiften Trikots mit einer aufgedruckten japanischen Kirschblüte (Sakura) auf der Brust, weißen Hosen und weißen Socken mit roten Streifen. Das Sakura-Logo des Verbandes und der Nationalmannschaft zeigt drei Kirschblüten in voller Blüte. Der Spitzname der Nationalmannschaft lautet Sakura Fifteen.

## Stadien

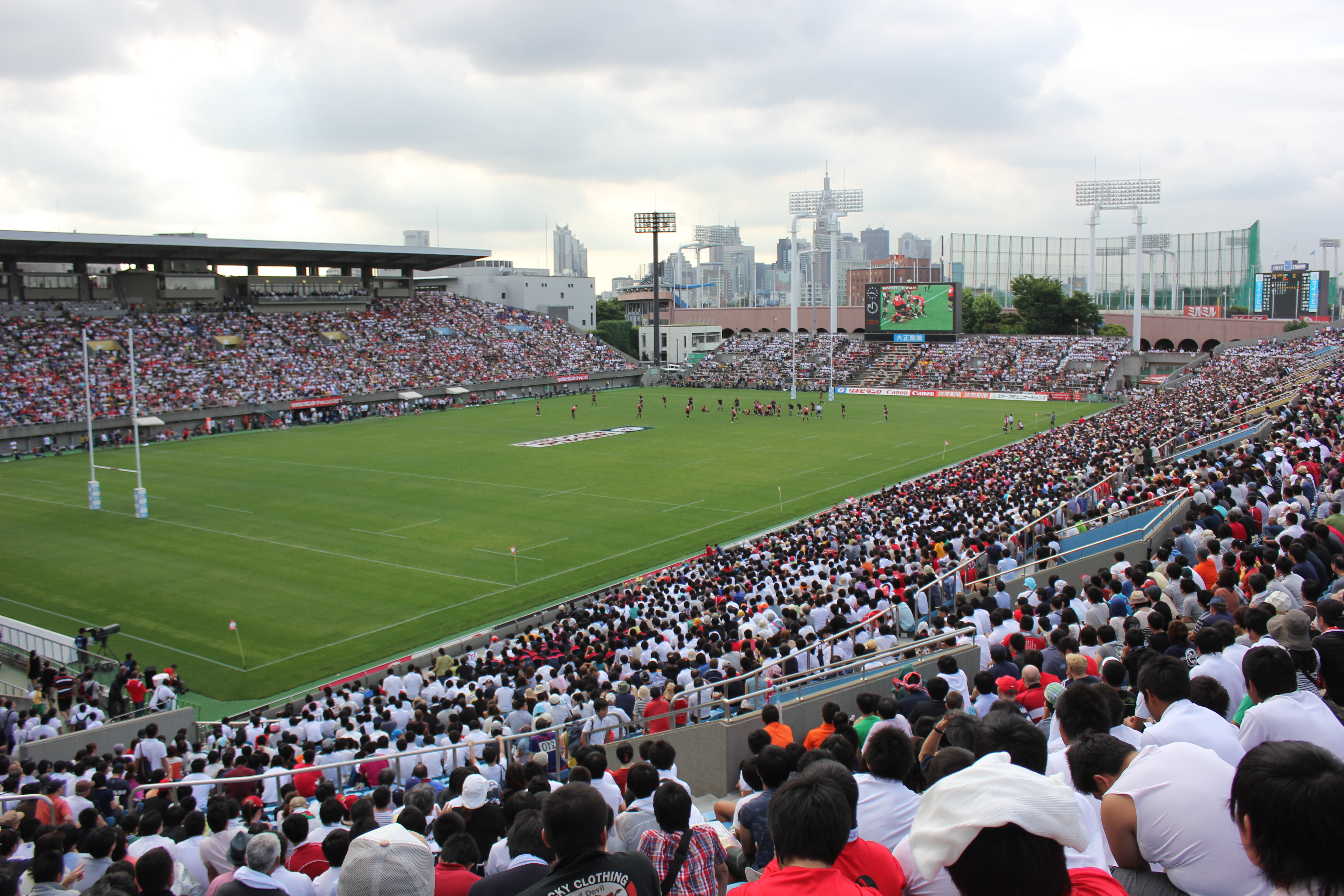
Das Prinz-Chichibu-Rugbystadion in Tokio

Das traditionelle Heimstadion für Länderspiele ist das Prinz-Chichibu-Rugbystadion im Bezirk Minato der Hauptstadt Tokio, wo auch der Verband seinen Hauptsitz hat. Das Stadion entstand 1947 und wurde, um seiner Unterstützung des Rugbysports in Japan zu gedenken, sechs Jahre später nach dem verstorbenen Prinzen Chichubu benannt, dem jüngeren Bruder von Tennō Shōwa.

## Test Matches
Japan hat 35 seiner bisher 69 Test Matches gewonnen, was einer Gewinnquote von 50,72 % entspricht. Die Statistik der Test Matches Japans gegen alle Nationen, alphabetisch geordnet, ist wie folgt (Stand: 19. Januar 2025):
| Land               | Spiele | Gewonnen | Unent- schieden | Verloren | % Siege |
| ------------------ | ------ | -------- | --------------- | -------- | ------- |
| Australien         | 4      | 1        | 0               | 3        | 25,00   |
| Fidschi            | 2      | 2        | 0               | 0        | 100,00  |
| Frankreich         | 3      | 0        | 0               | 3        | 0,00    |
| Hongkong           | 17     | 16       | 0               | 1        | 94,11   |
| Irland             | 7      | 2        | 0               | 5        | 28,57   |
| Italien            | 4      | 0        | 1               | 3        | 0,00    |
| Kanada             | 2      | 0        | 0               | 2        | 0,00    |
| Kasachstan         | 9      | 2        | 0               | 7        | 22,22   |
| Neuseeland         | 1      | 0        | 0               | 1        | 0,00    |
| Niederlande        | 2      | 1        | 0               | 1        | 50,00   |
| Samoa              | 1      | 1        | 0               | 0        | 100,00  |
| Schottland         | 2      | 1        | 0               | 1        | 50,00   |
| Schweden           | 2      | 1        | 0               | 1        | 50,00   |
| Singapur           | 4      | 4        | 0               | 0        | 100,00  |
| Spanien            | 3      | 1        | 0               | 2        | 33,33   |
| Südafrika          | 2      | 2        | 0               | 0        | 100,00  |
| Vereinigte Staaten | 2      | 0        | 0               | 2        | 0,00    |
| Wales              | 2      | 1        | 0               | 1        | 50,00   |
| Gesamt             | 69     | 35       | 1               | 33       | 50,72   |

## Erfolge

### Weltmeisterschaften
Japan hat sich bisher für fünf Weltmeisterschaften qualifiziert. Das beste Resultat war der achte Platz beim Turnier 1994.
| Jahr | Resultat           | Spiele             | Siege              | Unent.             | Ndlg.              | +/-                | Punkte             |
| ---- | ------------------ | ------------------ | ------------------ | ------------------ | ------------------ | ------------------ | ------------------ |
| 1991 | 12. Platz          | 3                  | 0                  | 0                  | 3                  | 0:112              | –                  |
| 1994 | 8. Platz           | 5                  | 1                  | 0                  | 4                  | 13:293             | –                  |
| 1998 | nicht eingeladen   | nicht eingeladen   | nicht eingeladen   | nicht eingeladen   | nicht eingeladen   | nicht eingeladen   | nicht eingeladen   |
| 2002 | 13. Platz          | 4                  | 2                  | 0                  | 2                  | 58:95              | 2                  |
| 2006 | nicht qualifiziert | nicht qualifiziert | nicht qualifiziert | nicht qualifiziert | nicht qualifiziert | nicht qualifiziert | nicht qualifiziert |
| 2010 | nicht qualifiziert | nicht qualifiziert | nicht qualifiziert | nicht qualifiziert | nicht qualifiziert | nicht qualifiziert | nicht qualifiziert |
| 2014 | nicht qualifiziert | nicht qualifiziert | nicht qualifiziert | nicht qualifiziert | nicht qualifiziert | nicht qualifiziert | nicht qualifiziert |
| 2017 | 11. Platz          | 5                  | 1                  | 0                  | 4                  | 87:152             | 0                  |
| 2021 | Vorrunde           | 3                  | 0                  | 0                  | 3                  | 30:92              | 0                  |
| 2025 | qualifiziert       | qualifiziert       | qualifiziert       | qualifiziert       | qualifiziert       | qualifiziert       | qualifiziert       |
| 2029 | noch ausstehend    | noch ausstehend    | noch ausstehend    | noch ausstehend    | noch ausstehend    | noch ausstehend    | noch ausstehend    |
| 2033 | noch ausstehend    | noch ausstehend    | noch ausstehend    | noch ausstehend    | noch ausstehend    | noch ausstehend    | noch ausstehend    |

### Asienmeisterschaften
Japan nimmt seit 2007 an den jährlichen Asienmeisterschaften teil und gewann seitdem sieben Turniere.
- Turniersiege (7): 2010, 2015, 2016, 2017, 2023, 2024, 2025

## Spielerinnen

### Aktueller Kader
Die folgenden Spielerinnen bilden den Kader während der Weltmeisterschaft 2025:
| Spielerin              | Position         | Verein                          | Länderspiele |
| ---------------------- | ---------------- | ------------------------------- | ------------ |
| Megumi Abe             | Gedrängehalb     | Arukas Queen Kumagaya           | 32           |
| Moe Tsukui             | Gedrängehalb     | Yokogawa Musashino Artemi-Stars | 42           |
| Ayasa Otsuka           | Verbinderin      | Arukas Queen Kumagaya           | 36           |
| Minori Yamamoto        | Verbinderin      | Yokohama TKM                    | 38           |
| Nao Ando               | Innendreiviertel | Brave Louve                     | 12           |
| Mana Furuta            | Innendreiviertel | Tokyo Sankyu Phoenix            | 36           |
| Sakurako Hatada        | Innendreiviertel | Japanische Sportuniversität     | 09           |
| Haruka Hirotsu         | Innendreiviertel | Nanairo Prism Fukuoka           | 17           |
| Kanako Kobayashi       | Innendreiviertel | Yokogawa Musashino Artemi-Stars | 20           |
| Komachi Imakugi        | Außendreiviertel | Arukas Queen Kumagaya           | 30           |
| Mele Yua Havili Kagawa | Außendreiviertel | Nanairo Prism Fukuoka           | 05           |
| Misaki Matsumura       | Außendreiviertel | Tokyo Sankyu Phoenix            | 13           |
| Rinka Matsuda          | Schlussfrau      | Tokyo Sankyu Phoenix            | 14           |
| Sora Nishimura         | Schlussfrau      | Mie Pearls                      | 21           |

| Spielerin        | Position               | Mannschaft                        | Länderspiele |
| ---------------- | ---------------------- | --------------------------------- | ------------ |
| Ayumu Kokaji     | Haklerin               | Tokyo Sankyu Phoenix              | 11           |
| Asuka Kuge       | Haklerin               | Arukas Queen Kumagaya             | 22           |
| Kotomi Taniguchi | Haklerin               | Yokogawa Musashino Artemi-Stars   | 26           |
| Sachiko Kato     | Pfeiler                | Yokogawa Musashino Artemi-Stars   | 30           |
| Wako Kitano      | Pfeiler                | Mie Pearls                        | 22           |
| Hinata Komaki    | Pfeiler                | Tokyo Sankyu Phoenix              | 21           |
| Miharu Machida   | Pfeiler                | Japanische Wirtschaftsuniversität | 04           |
| Manami Mine      | Pfeiler                | Japanische Sportuniversität       | 12           |
| Nijiho Nagata    | Pfeiler                | Mie Pearls                        | 29           |
| Ayano Sakurai    | Zweite-Reihe-Stürmerin | Yokogawa Musashino Artemi-Stars   | 23           |
| Yuna Sato        | Zweite-Reihe-Stürmerin | Tokyo Sankyu Phoenix              | 24           |
| Otoka Yoshimura  | Zweite-Reihe-Stürmerin | Arukas Queen Kumagaya             | 29           |
| Kyoko Hosokawa   | Flügelstürmerin        | Mie Pearls                        | 17           |
| Masami Kawamura  | Flügelstürmerin        | Yokogawa Musashino Artemi-Stars   | 22           |
| Sakurako Korai   | Flügelstürmerin        | Japanische Sportuniversität       | 22           |
| Iroha Nagata     | Flügelstürmerin        | Arukas Queen Kumagaya             | 40           |
| Jennifer Nduka   | Flügelstürmerin        | Hokkaido Barbarians Diana         | 15           |
| Seina Saito      | Flügelstürmerin        | Mie Pearls                        | 50           |

### Bekannte Spielerinnen
Bisher ist noch keine japanische Spielerin in die World Rugby Hall of Fame aufgenommen worden.